# Aphanogmus dolichocerus
Aphanogmus dolichocerus är en stekelart som beskrevs av Hellen och Paul Dessart 1965. Aphanogmus dolichocerus ingår i släktet Aphanogmus och familjen pysslingsteklar. Inga underarter finns listade i Catalogue of Life.